# Khereddine
Khereddine, également orthographiée Khéreddine ou Kheireddine, est une ville résidentielle de la banlieue nord de Tunis. On peut s'y rendre par le train de la ligne du TGM qui va de Tunis à La Marsa en passant par La Goulette.
L'écrivain Eugène Blairat (18??-1914) la décrit ainsi : « À côté de La Goulette, est Khéréddine : petit village en voie de formation, groupé autour du palais de ce Khérédinne qui fut premier ministre de Sadock, et devint ensuite grand vizir à Constantinople ».